# Чиста линија
Чиста линија је потомство настало самооплодњом родитељских индивидуа у току неколико генерација. По генетичкој конституцији је хомозиготно и максимално међусобно слично (теоријски чак истоветно). Варирање међу оваквим јединкама може се приписати искључиво еколошким факторима. Чиста линија може да се добије у односу на одређену особину и садржи јединке које су хомозиготне за алелне парове гена који ту особину детерминишу.
За припаднике чисте линије каже се да су „breed true“ = права сорта, пасмина, сој јер увек дају идентично потомство било при самооплодњи или међусобном укрштању. Чисте линије служе за производњу F1 хибрида. Укрштањем родитељског пара из две различите чисте линије успоставља се хетерозиготност са испољеном жељеном особином, али се она даље не преноси на потомство тако добијене индивидуе. F1 хибриди нису „breed true“, али често испољавају хетерозис – хибридно бујање, карактеристику да су по жељеној особини бољи од оба родитеља.